# اچ‌ام‌اس ام۳۲
اچ‌ام‌اس ام۳۲ (به انگلیسی: HMS M32) یک کشتی بود که طول آن ۱۷۷ فوت ۳ اینچ (۵۴٫۰۳ متر) بود. این کشتی در سال ۱۹۱۵ ساخته شد.